# 普瓦斯基鎮區 (密歇根州)
普瓦斯基鎮區（英語：Pulawski Township）是位於美國密歇根州普雷斯克艾爾縣的一個行政鎮區。

## 地方資料
普瓦斯基鎮區的面積為113.50平方千米，當中陸地面積為108.60平方千米，而水域面積為4.90平方千米。根據2020年美國人口普查的數據，當地共有人口372人，而人口密度為每平方千米3.28人。